# 梁妍甄
梁妍甄（1993年07月25日—），台灣女演員。

## 經歷
- 2015 《創意MV》女主角
- 2016 《黑男音樂影》片女主角
- 2016 《飛鏢機台遊戲短片》女主角
- 2017 《神域召喚手遊短片》女主角
- 2017 《三立藝能訓練中心結業式戲劇表演》
- 2017 《三立藝能宣傳短片》女主角
- 2017 《愛奇藝網劇浪花男神》
- 2018 《王牌教師 麻辣出擊》
- 2018 《高校英雄傳》
- 2019 《你有念大學嗎？》
- 2020 《炮仔聲》
- 2020 《莒光園地權益守護者》
- 2022 《一家團圓》飾 Cindy
- 2022 《台灣X檔案》
- 2022 《娛樂百分百-凹嗚狼人殺》星狼崛起
- 2024 《但願人長久》

## 外部連結
- 梁妍甄的Facebook專頁
- 梁妍甄的Instagram帳戶